# Felicia Cornaro
Felicia Cornaro, död 1111, var en dogaressa av Venedig, gift med Venedigs doge Vitale I Michiel (r. 1096-1102). 
Hon var politiskt aktiv och utövade inflytande över statens affärer. Felicia beskrivs som ett ideal av fromhet och dygd för Venedigs kvinnor efter den förra dogaressan Teodoras utsvävningar. Under första korståget lanserade hon fattighjälp, sjukvård och härbärge för alla de pilgrimer och korsriddare på väg till och från mellanöstern: hon startade stora insamlingar, och bidrog själv genom att sälja sina smycken och sina garderob och spara in på dogehovets utgifter genom att skära ned på dess mottagningar. 1099 bidrog venetianarna till en flotta som i hennes namn utgjorde skyddseskort för korsriddare på väg tull Syrien. Hon uppmanade också framgångsrikt mödrar att släppa sina söner iväg att tjäna i korståget. Matilda av Toscana bad också framgångsrikt Felicia att övertala Venedig att slå ned upproret i Ferrara, som då tillhörde Toscana.